# Aloe aldabrensis
Aloe aldabrensis é uma espécie de liliopsida do gênero Aloe, pertencente à família Asphodelaceae.